# Leptophyes
Leptophyes Fieber, 1853 è un genere di insetti ortotteri della famiglia Tettigoniidae.

## Tassonomia
Il genere comprende le seguenti specie:
- Leptophyes albovittata (Kollar, 1833)
- Leptophyes angusticauda Brunner von Wattenwyl, 1891
- Leptophyes asamo Pavićević & Ivković, 2014
- Leptophyes bolivari Kirby, 1906
- Leptophyes boscii Fieber, 1853
- Leptophyes calabra Kleukers, Odé & Fontana, 2010
- Leptophyes discoidalis (Frivaldszky, 1868)
- Leptophyes festae Giglio-Tos, 1893
- Leptophyes helleri Sevgili, 2004
- Leptophyes intermedia Ingrisch & Pavićević, 2010
- Leptophyes iranica (Ramme, 1939)
- Leptophyes karanae Naskrecki & Ünal, 1995
- Leptophyes laticauda (Frivaldszky, 1868)
- Leptophyes lisae Heller & Willemse, 1989
- Leptophyes nigrovittata Uvarov, 1921
- Leptophyes peneri Harz, 1970
- Leptophyes punctatissima (Bosc, 1792)
- Leptophyes purpureopunctatus Garai, 2002
- Leptophyes sicula Kleukers, Odé & Fontana, 2010
- Leptophyes trivittata Bey-Bienko, 1950